# European Marine Energy Centre

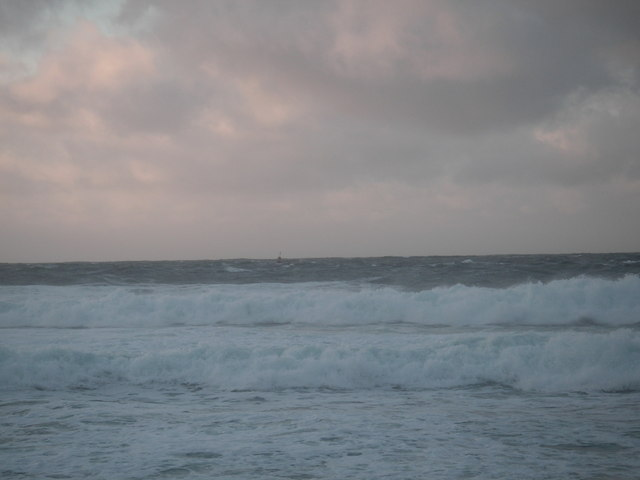
Bojen markieren das Testgebiet des EMEC in der Bucht Billia Croo, Orkney Mainland

Das European Marine Energy Centre (EMEC) ist ein vom United Kingdom Accreditation Service (UKAS) akkreditiertes Prüf- und Forschungszentrum für die Entwicklung von Wellen- und Gezeitenkraftwerken auf den Orkney-Inseln in Großbritannien.
Das Zentrum bietet Firmen und Forschungsgesellschaften die Möglichkeit, ihre Prototyp-Anlagen in realen Wellen- und Gezeitenbedingungen über fünf Standorte verteilt je nach späterer Verwendung zu testen und auszuwerten:
- Billia Croo, Wellenenergie Testfeld, Festland (Wellenleistung)
- Fall of Warness, Gezeitenenergie Testfeld, vor der Insel Eday, (Gezeitenkraft)
- Scapa Flow, St. Marys Bay, Wellentestgelände
- Shapinsay Sound, Head of Holland, Gezeitentestgelände
- Stromness, Büro- und Datenverarbeitung

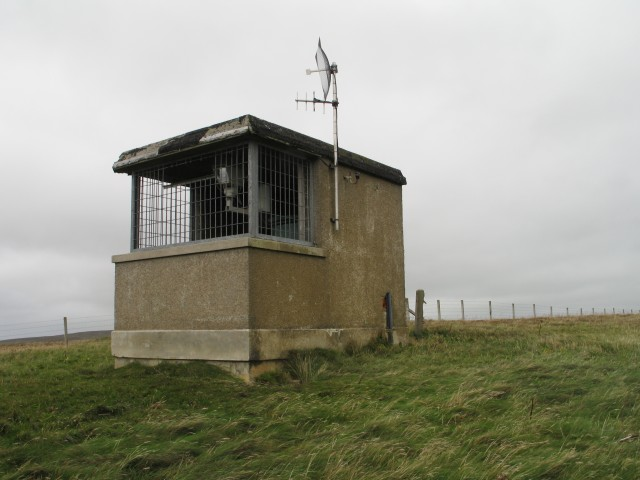
Ein alter Posten der Küstenwache bei Stromness beherbergt heute eine Kamera, mit der das Testgebiet beobachtet wird

Das EMEC wurde nach einer Empfehlung des House of Commons Science and Technology Committee im Jahr 2001 von öffentlichen Institutionen gegründet. Das Zentrum bietet einen guten Zugang zu Wasser mit idealen Bedingungen der Wellen- und Gezeitenenergie. Es ermöglicht vielseitige technische und organisatorische Unterstützungen bezüglich der notwendigen Hafeneinrichtungen, elektrischen Netzanschluss und meteorologische Beratung und Überwachung der Versuchsanlagen.

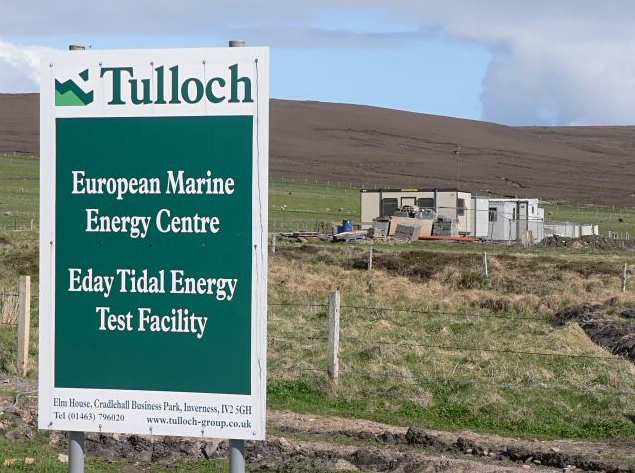
Eday EMEC-Anlage (in Bau, 2006)

Viele international bekannte Firmen nutzen dieses Testzentrum, wie z. B. Voith. Auch das bekannte vor Portugal installierte Wellenkraftwerk Seeschlange wurde hier untersucht.